# John W. Leftwich

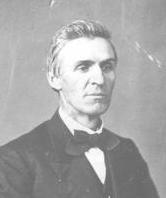
John W. Leftwich

John William Leftwich (* 7. September 1826 in Bedford, Virginia; † 6. März 1870 in Lynchburg, Virginia) war ein US-amerikanischer Politiker. Zwischen 1866 und 1867 vertrat er den Bundesstaat Tennessee im US-Repräsentantenhaus.

## Werdegang
John Leftwich besuchte die öffentlichen Schulen seiner Heimat und studierte danach bis 1850 am Philadelphia Medical College Medizin. Anschließend zog er nach Memphis in Tennessee, wo er im Handel arbeitete. Nach der im Jahr 1866 erfolgten Wiederzulassung Tennessees zur Union wurde er als Unionist im achten Wahlbezirk dieses Staates in das US-Repräsentantenhaus in Washington, D.C. gewählt, wo er am 24. Juli 1866 sein neues Mandat antrat. Bis zum 3. März 1867 beendete er dort die laufende Legislaturperiode, die von den Diskussionen zwischen der Republikanischen Partei und Präsident Andrew Johnson geprägt war. Bei den regulären Kongresswahlen des Jahres 1866 unterlag Leftwich dem Republikaner David Alexander Nunn. Er selbst wurde damals Mitglied der Demokratischen Partei.
Im Jahr 1868 war John Leftwich Delegierter zur Democratic National Convention in New York, auf der Horatio Seymour als Präsidentschaftskandidat nominiert wurde. Zwischen 1869 und 1870 fungierte er als Bürgermeister von Memphis. Bei den Wahlen des Jahres 1868 kandidierte er erfolglos gegen William Jay Smith für die Rückkehr in den Kongress. Leftwich legte aber gegen den Ausgang der Wahl Widerspruch ein. Er starb am 6. März 1870 auf der Reise nach Washington, wo über seine Klage entschieden werden sollte.